# Klooster Chiajna
Chiajna (Roemeens: Mănăstirea Chiajna) is een 18e-eeuws klooster net buiten Boekarest, Roemenië. Het klooster ligt ten noordwesten van de stad en is vervallen. De bouw van het neo-klassieke gebouw begon in de periode 1774-1782. Voor die tijd was het met zijn hoogte van 18 meter en zijn muren van meer dan een meter dik een enorm gebouw.
Het klooster werd door de Turken gebombardeerd nog voordat het officieel in gebruik genomen was. Volgens hen was het gebouw een militair object. Hierdoor verbrandden alle documenten in het gebouw, hoewel het zelf bleef staan. Bij een aardbeving in 1977 is de toren ingestort.

## Legendes
Over het klooster doen meerdere legendes de ronde, bijvoorbeeld dat het vervloekt zou zijn.
- De grote klok uit de toren werd in de Dâmbovița gegooid, en volgens sommige lokale bewoners kun je de klok nog steeds horen luiden bij volle maan.
- op de muur rechts van de ingang is het pleisterwerk afgescheurd in de vorm van een vrouw of een engel.

## Vandaag de dag
Het gebouw ligt in de nabijheid van de spoorlijn Boekarest-Craiova. Mogelijk wordt het gerenoveerd, omdat enkele architecten menen dat een volledig nieuwe kerk bouwen meer zal kosten. In april 2011 is het klooster door de kerk opgeëist. Het staat nu achter een hek, maar kan wel vrij worden bezocht.

## Trivia
De foto van het besneeuwde klooster was de winnaar van de internationale fotowedstrijd Wiki Loves Monuments in 2011.